# Vånga kyrka, Skåne
Vånga kyrka tillhör Oppmanna-Vånga församling i Lunds stift. Den ligger i samhället Vånga i Kristianstads kommun. Kyrkan är belägen på en höjd med utsikt över Vångaberget och Ivösjön.

## Kyrkobyggnaden
Kyrkan uppfördes på 1200-talet och som byggnadsmaterial användes tegel. Efter omfattande ombyggnader återstår inte mycket av den ursprungliga kyrkan. Möjligen är södra långhusväggen av medeltida ursprung. Ursprungskyrkan hade ett kvadratiskt kor av storleken 6 x 6 meter och en rak östvägg. Långhuset var dubbelt så långt som koret och något bredare. År 1728 breddades kyrkan mot norr då långhusets och korets norrväggar revs. Några meter åt norr uppfördes nya väggar parallellt orienterade med de gamla. 1760 uppfördes kyrktornet som ersatte en tidigare klockstapel. Sitt nuvarande utseende fick kyrkan vid en stor ombyggnad år 1867. Då utvidgades kyrkan med tvärskepp åt norr och söder och blev korsformad. Koret revs och en halvrund sakristia byggdes till i öster. Långhuset och kyrktornet förblev intakta. Mellan den halvrunda sakristian och kyrkorummet byggdes ett skrank och framför skranket placerades ett nytt altare. En renovering genomfördes 1940 - 1941 då öppningen mellan kyrkorummet och sakristian murades igen. Därmed skapades en ny kyrkovägg som försågs med en al frescomålning utförd 1941 av Pär Siegård.

## Inventarier
- Endast dopfunten av granit finns kvar från den medeltida kyrkan. Dess dopskål saknar fals och uttömningshål. Funten var i mycket dåligt skick och hade förlorat sin fot. Bara en del av cuppan fanns kvar. Cuppan har rekonstruerats och en ny fot har tillkommit och numera står dopfunten i koret.
- En madonnabild, troligen från 1400-talet, förvaras på Lunds universitets historiska museum.
- Predikstolen med renässansornament är ett arbete från 1590-talet.
- I tvärskeppen hänger ljuskronor av glas som tillkom 1851. Malmkronorna i långhuset och koret tillkom 1940 respektive 1970.
- En av kyrkklockorna är omgjuten år 1665 från en äldre klocka. Ännu en klocka är införskaffad år 1818.

### Orgel
- 1867 byggde Johan Nikolaus Söderling, Göteborg en orgel med 8 stämmor.
- 1940 byggde A. Mårtenssons Orgelfabrik AB, Lund en orgel med 12 stämmor.
- Den nuvarande orgeln byggdes 1973 av Gunnar Carlsson, Borlänge och är en mekanisk orgel. Fasaden är från 1867 års orgel. Orgelverket har 17 stämmor.

| Manual I         | Manual II            | Pedal           | Koppel |
| Principal 8´     | Rörflöjt 8´          | Subbas 16´      | I/P    |
| Gedackt 8'       | Principal 4'         | Principalbas 4' | II/P   |
| Oktava 4'        | Gemshorn 4'          | Kvintadena 4'   | II/I   |
| Flachflöjt 2'    | Oktava 2'            | Fagott 16'      |        |
| Mixtur IV-V chor | Sesquialtera II chor |                 |        |
| Trumpet 8'       | Scharf III chor      |                 |        |
|                  | Rörskalmeja 8'       |                 |        |
|                  | Tremulant            |                 |        |

## Bildgalleri

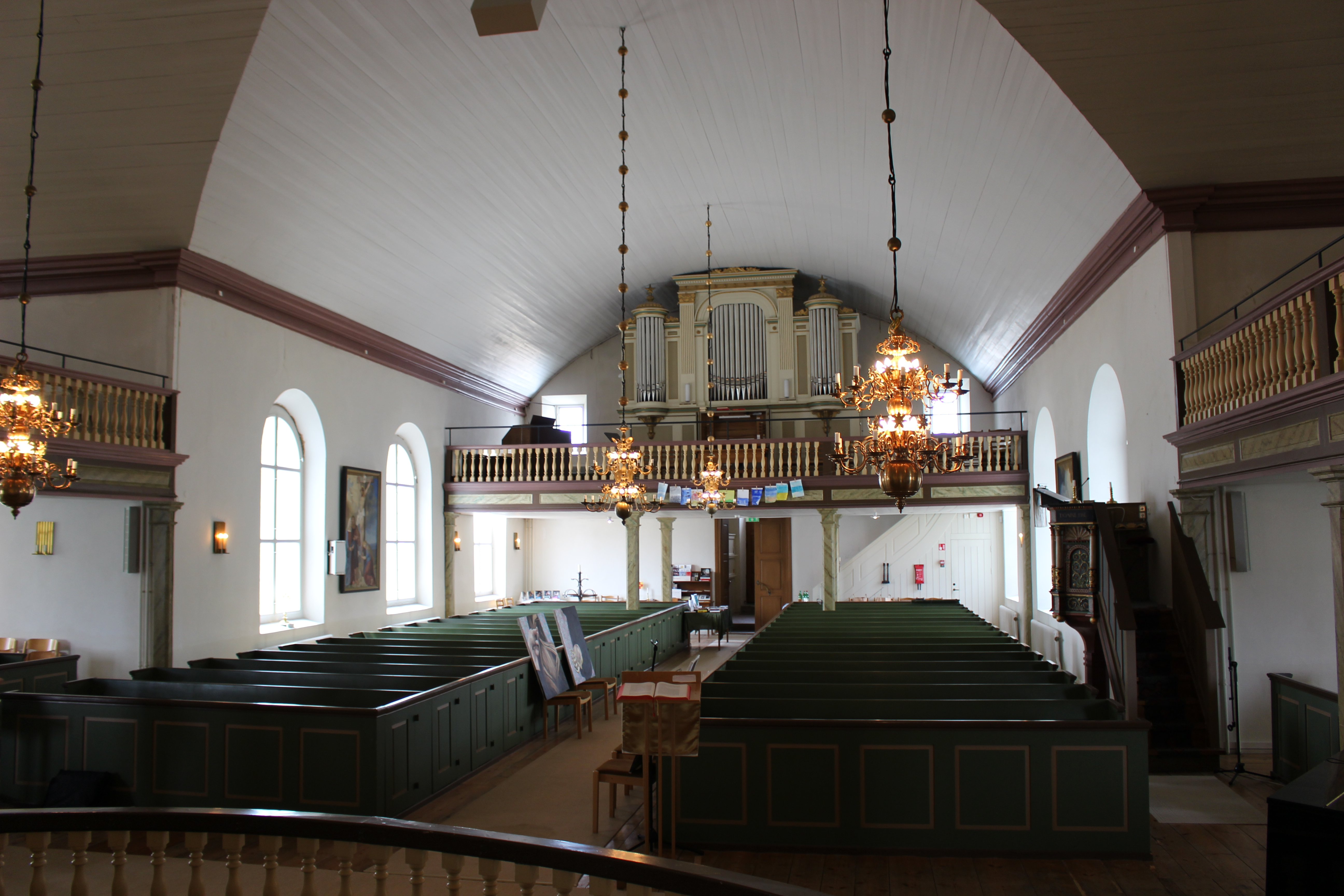
Kyrkorum mot väster
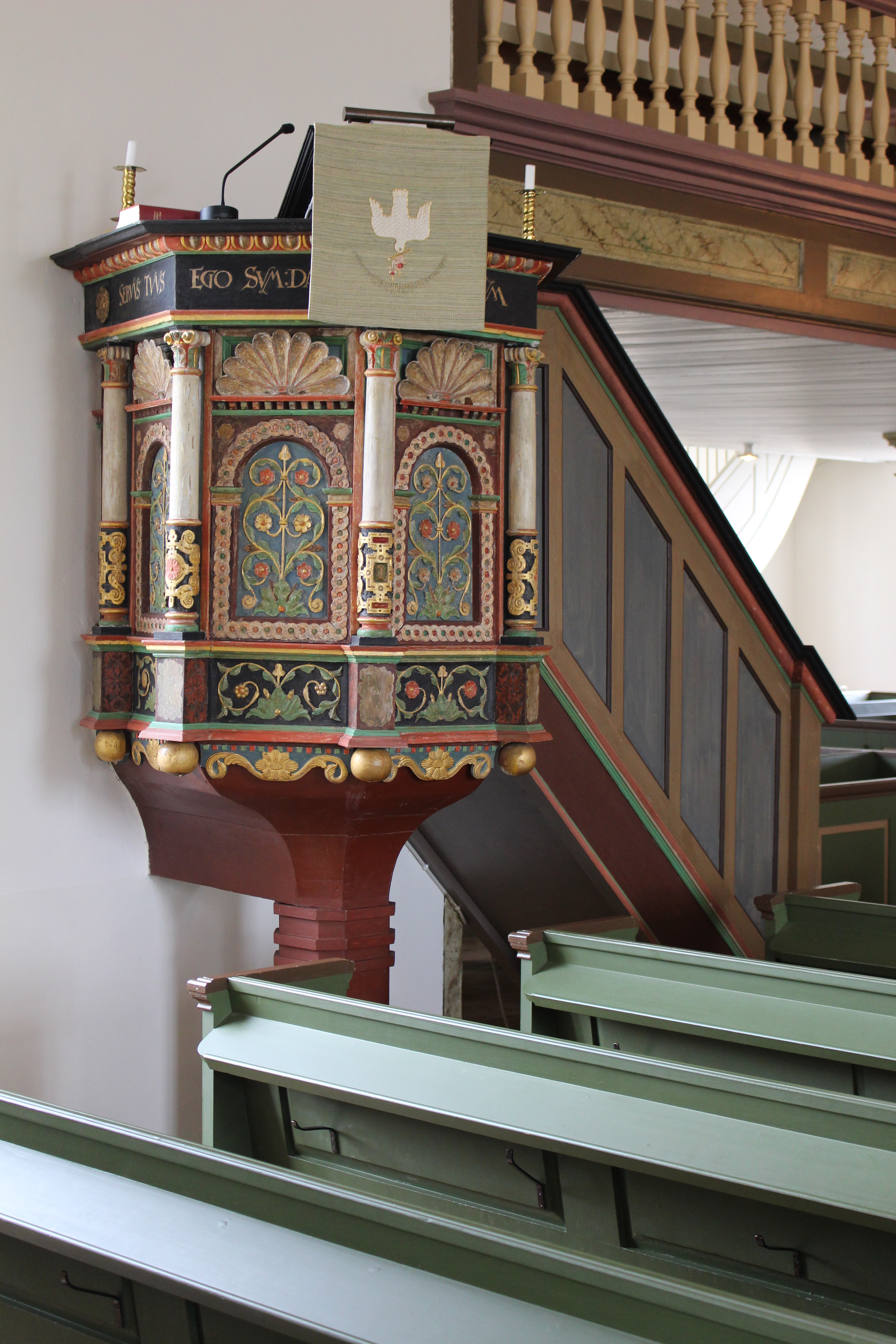
Predikstol
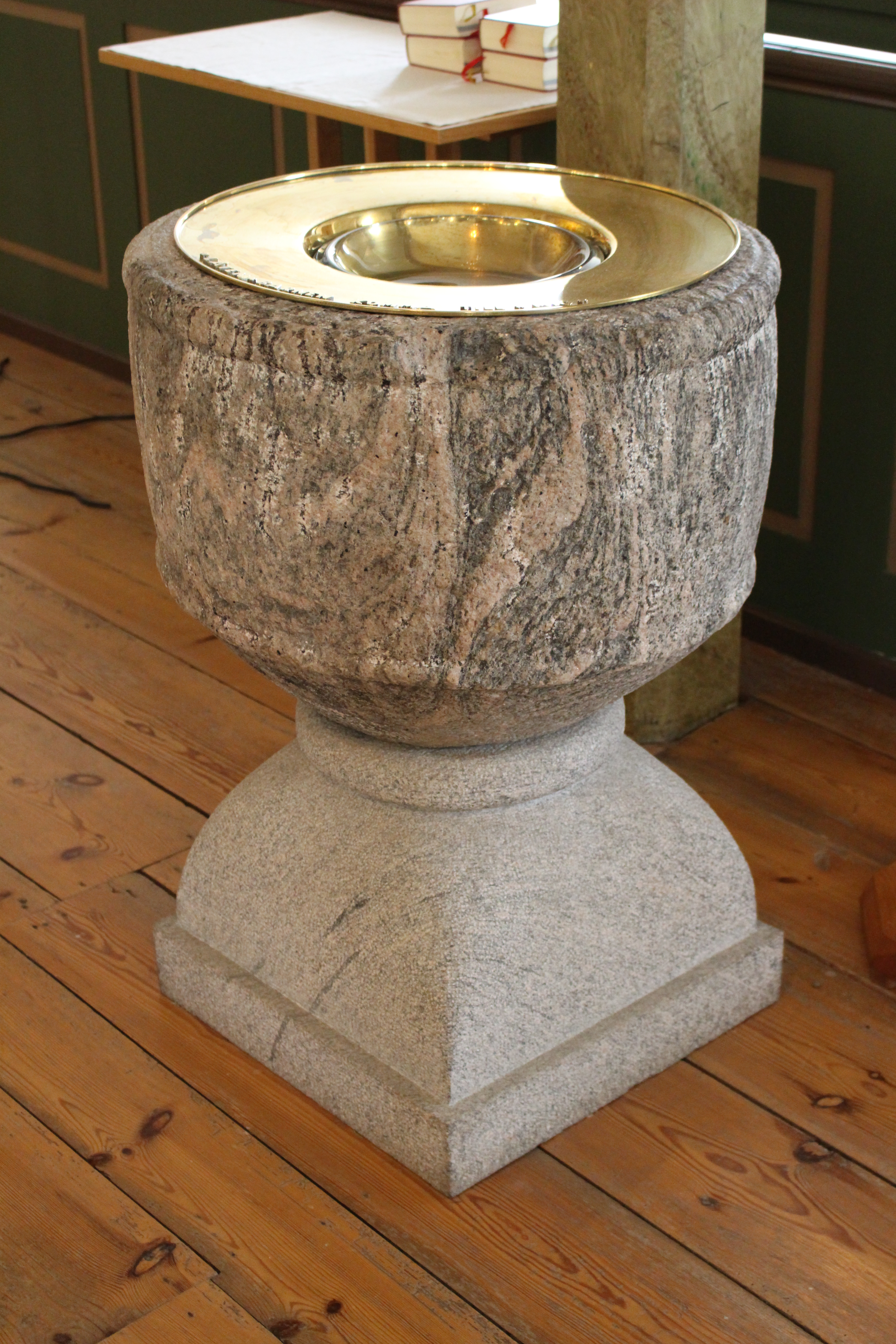
Dopfunt med dopfat
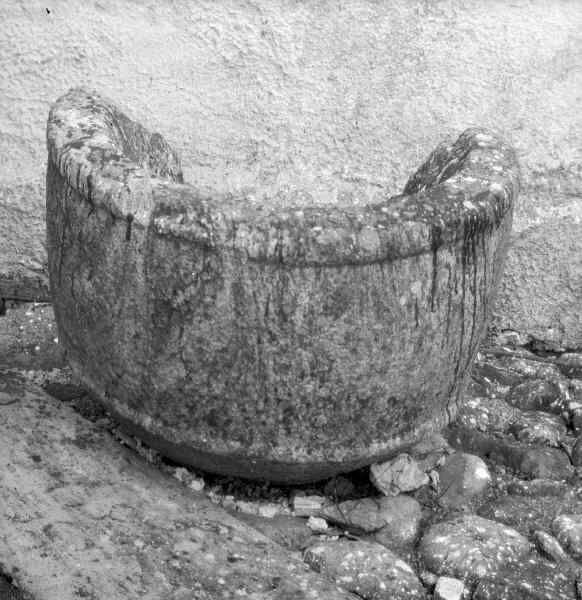
Fragment av medeltida cuppan
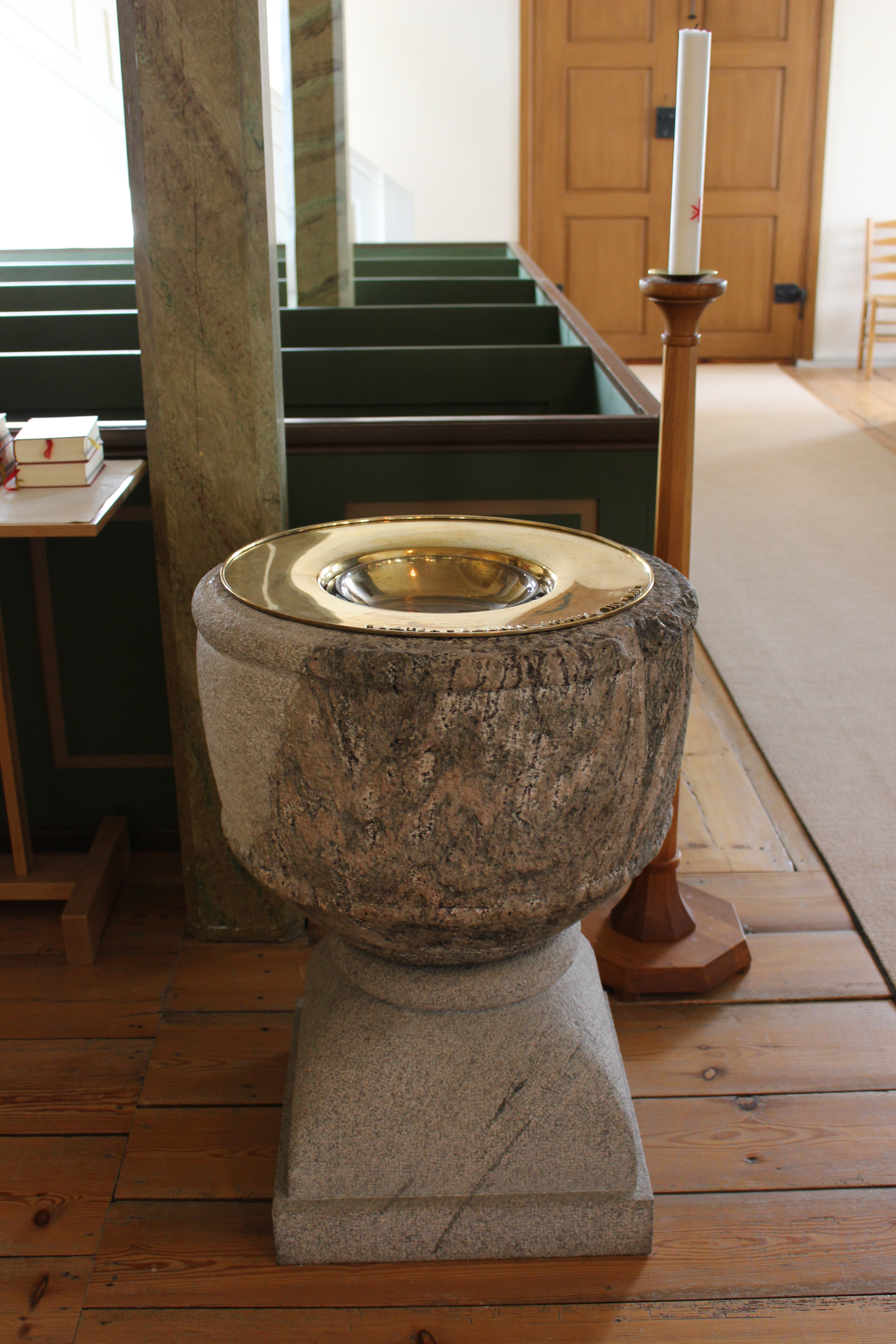
Cuppans rekonstruktion syns
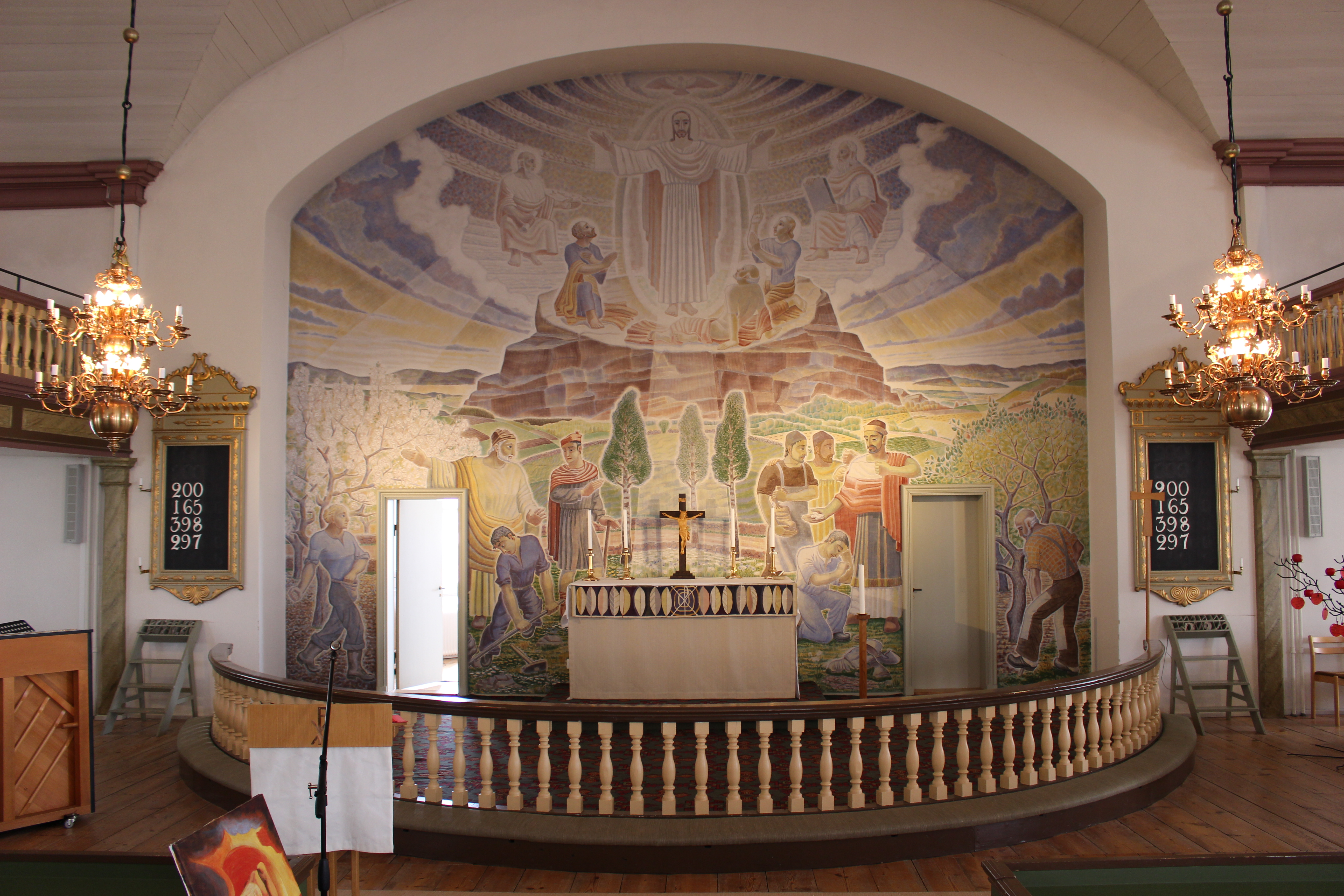
Kor och altare
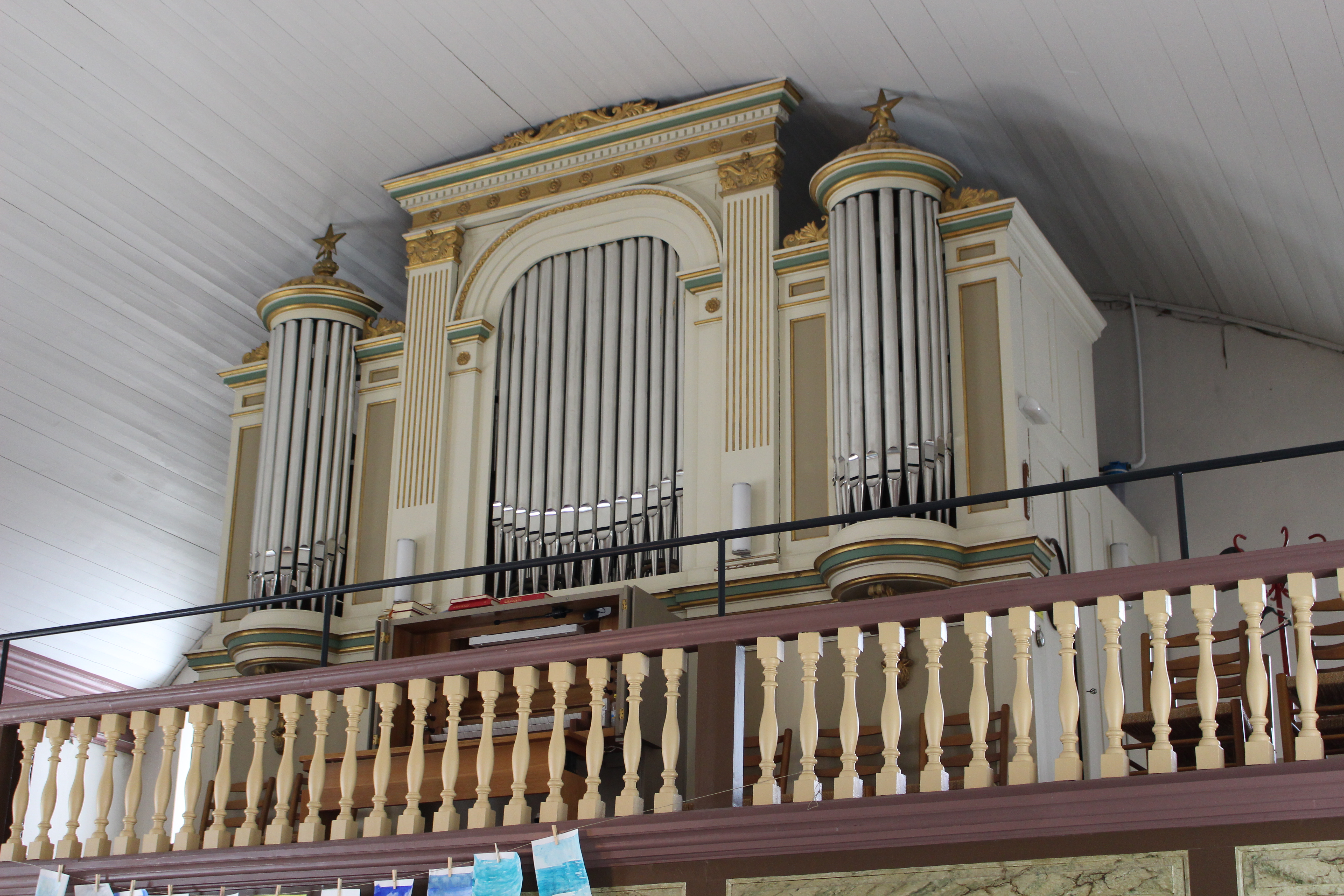
Orgel på läktaren i väster
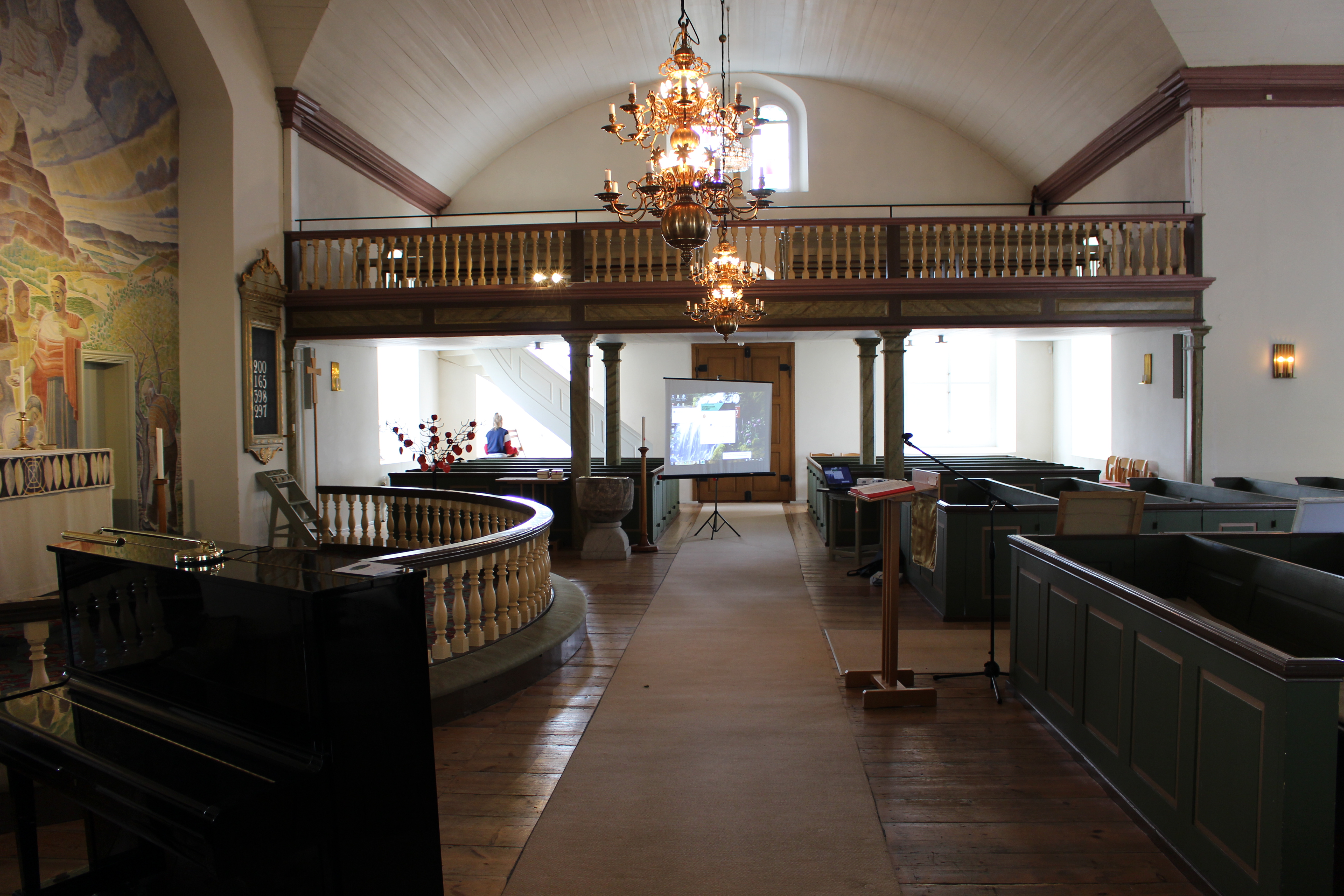
Södra korsarmen
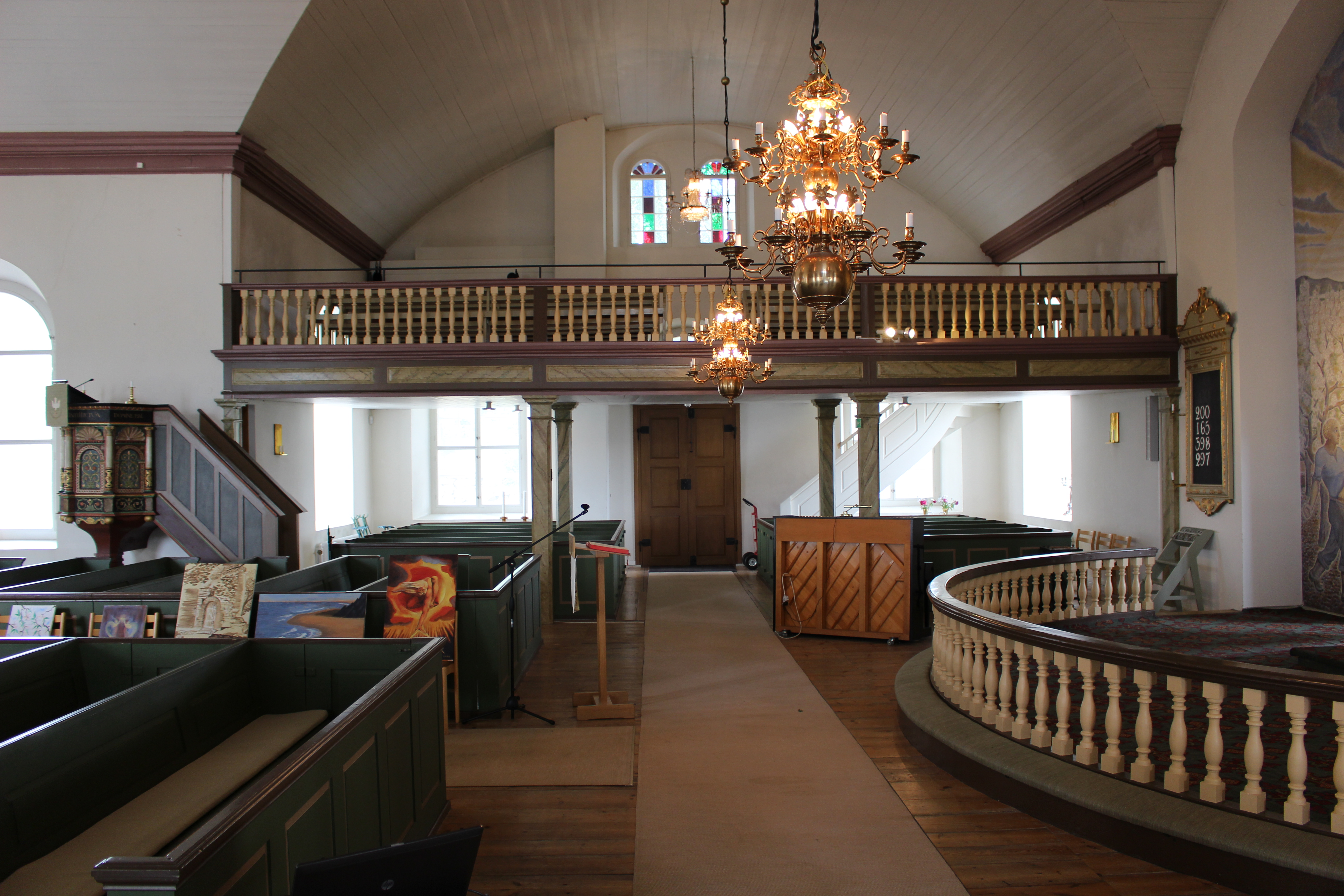
Norra korsarmen
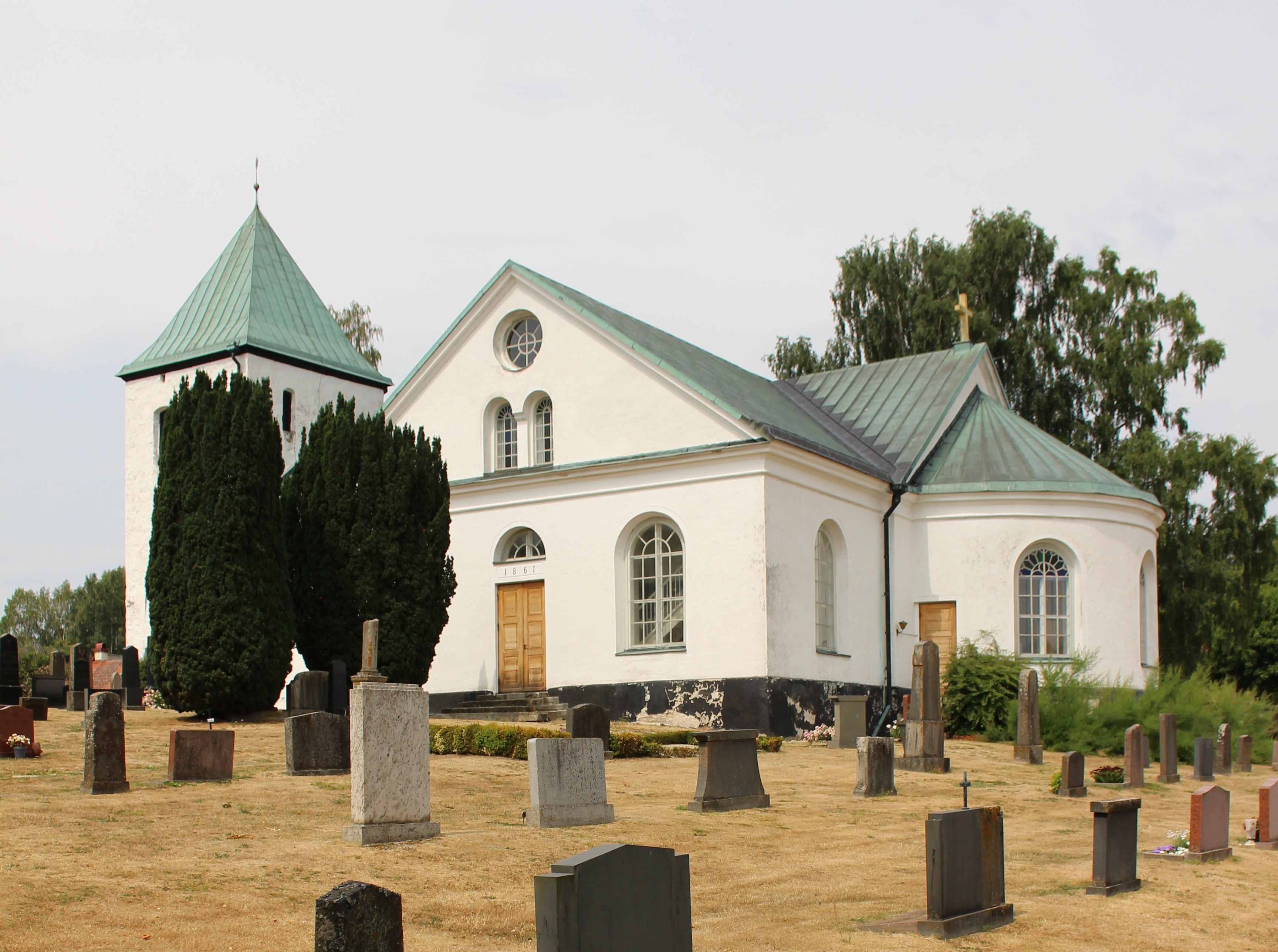
Kyrkan från söder

### Webbkällor
- Svenska kyrkan Oppmanna - Vånga
- Demografisk databas för södra Sverige informerar om Vånga kyrka
- kyrkoguiden.se hämtat från the Wayback Machine (arkiverat 17 september 2018).
- Lars Tynell, Skånes medeltida dopfuntar III, 1915 hämtat från the Wayback Machine (arkiverat 17 december 2007).